# ジョナサン・エドワーズ (神学者)
ジョナサン・エドワーズ（Jonathan Edwards、1703年10月5日 - 1758年3月22日）は、アメリカを代表する会衆派の神学者、牧師、アメリカ先住民（インディアン）への宣教師であった。エドワーズは、アメリカの最も重要な、最初の哲学者また神学者であると広く認められている。彼は、最も偉大で、深遠な神学者、大覚醒運動のリバイバル指導者、またその記録者として知られる。彼の働きは非常に広範囲に及ぶが、特にカルヴァン主義神学、予定説、ピューリタンの遺産の弁証と関係付けられている。リバイバル説教『怒れる神の御手の中にある罪人』は、罪に対する義なる神の正しい怒りと地獄の苦しみを強調し、それを神の救いの御業と対比した。エドワーズが説教する時、会衆は、気絶や卒倒などの激しい反応を示した。そのため、エドワーズは聖霊の臨在と、現象についての論争に巻き込まれた。プリンストン大学第3代学長。ジョージ・ホウィットフィールドと同時代人。

## 生涯
1703年に牧師ティモシー・エドワーズの長男として生まれる。1720年には、イェール大学を若くして首席で卒業。大学院で学び、その後講師を務める。牧師として着任して以降は、1734年からは信仰復興 (Revival) を、1740年からは大覚醒運動 (the Great Awakening) を指導及び記録する。20年以上牧会したノーサンプトン (Northampton) の教会から1750年に圧倒的多数の可決により解雇され、その後ストックブリッジにおいて入植者とアメリカ先住民に対して教化を行う。1758年、ニュージャージー大学（現在のプリンストン大学）学長に着任するが、種痘が災いして同年に急死。

## 思想
カルヴァン主義者であり、後千年王国説論者でもある。他方で、ジョン・ロック、アイザック・ニュートンから、間接的、あるいは/及び直接的に影響を受けた。聖書解釈の方法は、当然ながら近代の批判的方法と異なるものである。また、黙示思想がその思想においてかなりのウェートを占めていることも注目されるが、これは、エドワーズが当時の信仰覚醒を聖霊による現象であると理解したためである。祖父であり、ノーサンプトン教会の前任者でもあるソロモン･ストダードの見解に反対して、聖餐の参加資格を制限したが、この問題を巡る論争がエドワーズが解雇される原因となった。

## 著作
説教『怒れる神の御手の中にある罪人』は特によく知られている。1746年には、信仰と感情について論じた『宗教感情論』が出版されている。イェール大学バイネッキ稀覯手稿図書館に多くのオリジナル原稿が保管されている。
- Charity and its Fruits
- Protestant Charity or The Duty of Charity to the Poor, Explained and Enforced (1732)
- A Dissertation Concerning the End for Which God Created the World
- Distinguishing Marks of a Work of the Spirit of God
- A Divine and Supernatural Light, Immediately Imparted to the Soul by the Spirit of God (1734)
  - 飯島徹訳『聖なる超自然の光：マタイ16章17節』CLC出版、1992年
- A Faithful Narrative of the Surprising Work of God in the Conversion of Many Hundred Souls in Northampton
- The Freedom of the Will
  - 柴田ひさ子訳『自由意志論』新教出版社、2016年
- A History of the Work of Redemption including a View of Church History
- The Life and Diary of David Brainerd, Missionary to the Indians
- The Nature of True Virtue
- Original Sin
  - 大久保正健訳『原罪論』新教出版社、2015年
- Some Thoughts Concerning the Present Revival in New England and the Way it Ought to be Acknowledged and Promoted
- Religious Affections

### 説教
- "The Justice of God in the Damnation of Sinners"
- "The Manner of Seeking Salvation"
- "Pressing into the Kingdom of God"
- "Sinners in the Hands of an Angry God"
  - 飯島徹訳『怒れる神の御手の中にある罪人：申命記32章35節』CLC出版、1991年
- "The excellency of Jesus Christ"
  - 飯島徹訳『イエス・キリストの卓越性』キリスト新聞社、1993年
- 伊賀衛訳『怒りの神：エドワーヅ説教集』西村書店、1948年